# Aetea dilatata
Aetea dilatata is een mosdiertjessoort uit de familie van de Aeteidae. De wetenschappelijke naam van de soort is, als Anguinaria dilatata, voor het eerst geldig gepubliceerd in 1851 door Busk.